# RoadRunner Turbo Indy 300 2008
RoadRunner Turbo Indy 300 2008 var ett race som var den femte deltävlingen i IndyCar Series 2008. Racet kördes den 27 april på Kansas Speedway. Dan Wheldon tog sin första seger för säsongen, och såg med det till att hänga med Hélio Castroneves och Scott Dixon i mästerskapstoppen. Dixon ledde racet när en gulflagg kom ut vid fel tillfälle för honom, men han kämpade sig tillbaka till en tredjeplats, medan Ganassiduon splittrades av Tony Kanaan.

## Slutresultat
| Plats | Förare            | Team                       | Grid | Snittvarv |
| ----- | ----------------- | -------------------------- | ---- | --------- |
| 1     | Dan Wheldon       | Chip Ganassi Racing        | 2    | 25,613    |
| 2     | Tony Kanaan       | Andretti Green Racing      | 11   | 25,835    |
| 3     | Scott Dixon       | Chip Ganassi Racing        | 1    | 25,575    |
| 4     | Hélio Castroneves | Team Penske                | 8    | 25,801    |
| 5     | Marco Andretti    | Andretti Green Racing      | 14   | 25,902    |
| 6     | Hideki Mutoh      | Andretti Green Racing      | 13   | 25,891    |
| 7     | Ryan Briscoe      | Team Penske                | 9    | 25,813    |
| 8     | A.J. Foyt IV      | Vision Racing              | 5    | 25,753    |
| 9     | Justin Wilson     | Newman/Haas/Lanigan Racing | 22   | 26,131    |
| 10    | Ed Carpenter      | Vision Racing              | 5    | 25,762    |
| 11    | Oriol Servià      | KV Racing Technology       | 23   | 26,151    |
| 12    | Graham Rahal      | Newman/Haas/Lanigan Racing | 20   | 26,082    |
| 13    | Jay Howard        | Roth Racing                | 15   | 25,980    |
| 14    | Ernesto Viso      | HVM Racing                 | 17   | 26,043    |
| 15    | Bruno Junqueira   | Dale Coyne Racing          | 26   | 26,304    |
| 16    | Milka Duno        | Dreyer & Reinbold Racing   | 24   | 26,242    |
| 17    | Mário Moraes      | Dale Coyne Racing          | 27   | -         |
| 18    | Ryan Hunter-Reay  | Rahal Letterman Racing     | 12   | 25,850    |
| 19    | Danica Patrick    | Andretti Green Racing      | 3    | 25,666    |
| 20    | Buddy Rice        | Dreyer & Reinbold Racing   | 21   | 26,086    |
| 21    | Jaime Câmara      | Conquest Racing            | 19   | 26,066    |
| 22    | Vitor Meira       | Panther Racing             | 10   | 25,830    |
| 23    | Tomas Scheckter   | Luczo-Dragon Racing        | 4    | 25,718    |
| 24    | Darren Manning    | A.J. Foyt Enterprises      | 16   | 26,014    |
| 25    | Enrique Bernoldi  | Conquest Racing            | 25   | 26,251    |
| 26    | Marty Roth        | Roth Racing                | 7    | 25,789    |
| 27    | Will Power        | KV Racing Technology       | 18   | 26,045    |